# 楡次区
楡次区（ゆじ-く）は中華人民共和国山西省晋中市に位置する市轄区。

## 歴史
秦代に設置された楡次県を前身とする。南北朝時代の449年（太平真君9年）、北魏により廃止され晋陽県に編入されたが、500年（景明元年）に再設置、北斉が成立すると、現在の平遥県南西部に設置されていた中都県がこの地に遷された。隋朝が成立すると590年（開皇10年）に楡次県と改称された。
1954年、城区に楡次市が分轄設置された。1963年に楡次市が廃止され楡次県に統合されたが、1971年に再設置、1983年には楡次県が廃止され楡次市に統合されている。1999年に地級市として晋中市が成立すと、楡次区に改編され現在に至る。

## 行政区画
- 街道:北関街道、錦綸街道、新華街道、西南街道、路西街道、経緯街道、安寧街道、新建街道、晋華街道
- 鎮:烏金山鎮、東陽鎮、長凝鎮、北田鎮、修文鎮

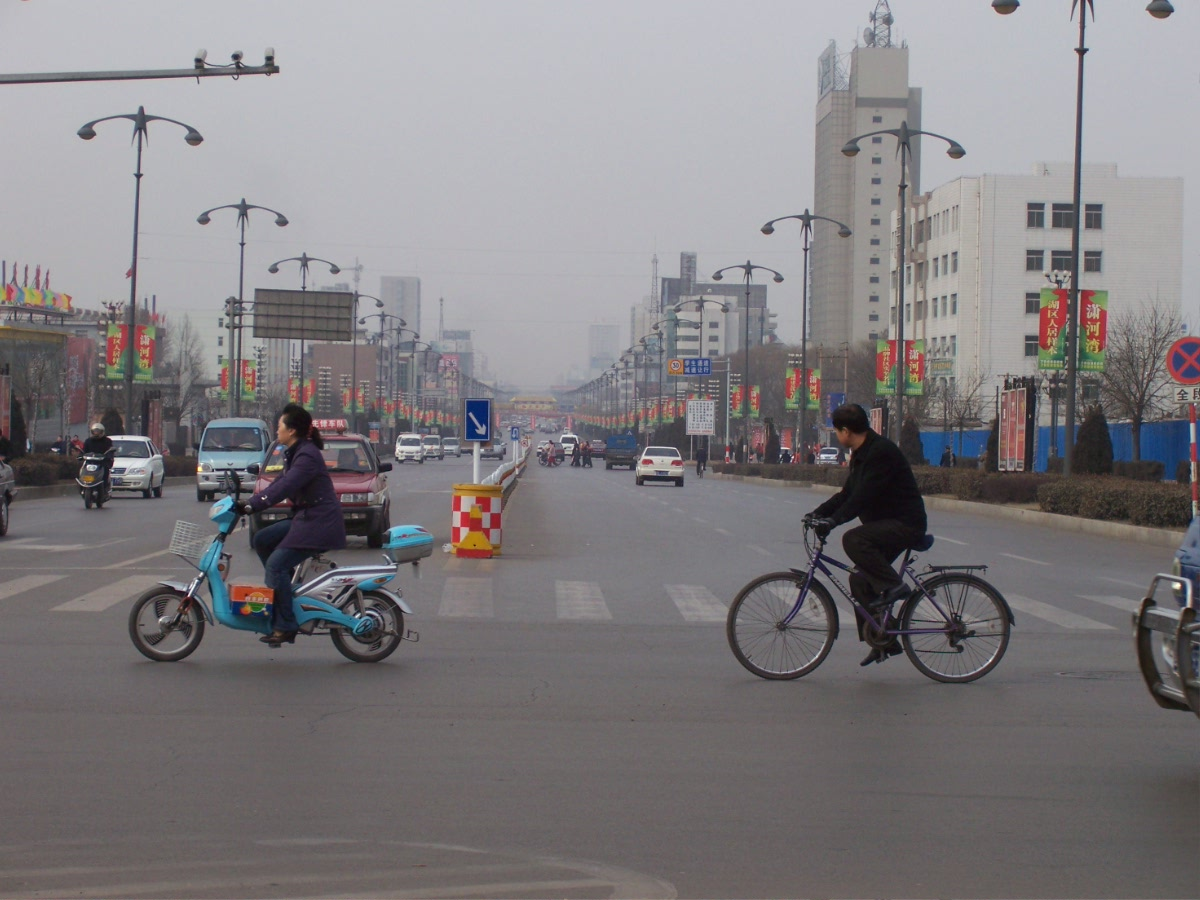
楡次迎賓街

- 郷:郭家堡郷、張慶郷、荘子郷、東趙郷